# Мало-Конюшенный мост

Ново-Конюшенный мост (на переднем плане), Мало-Конюшенный и Театральный мосты

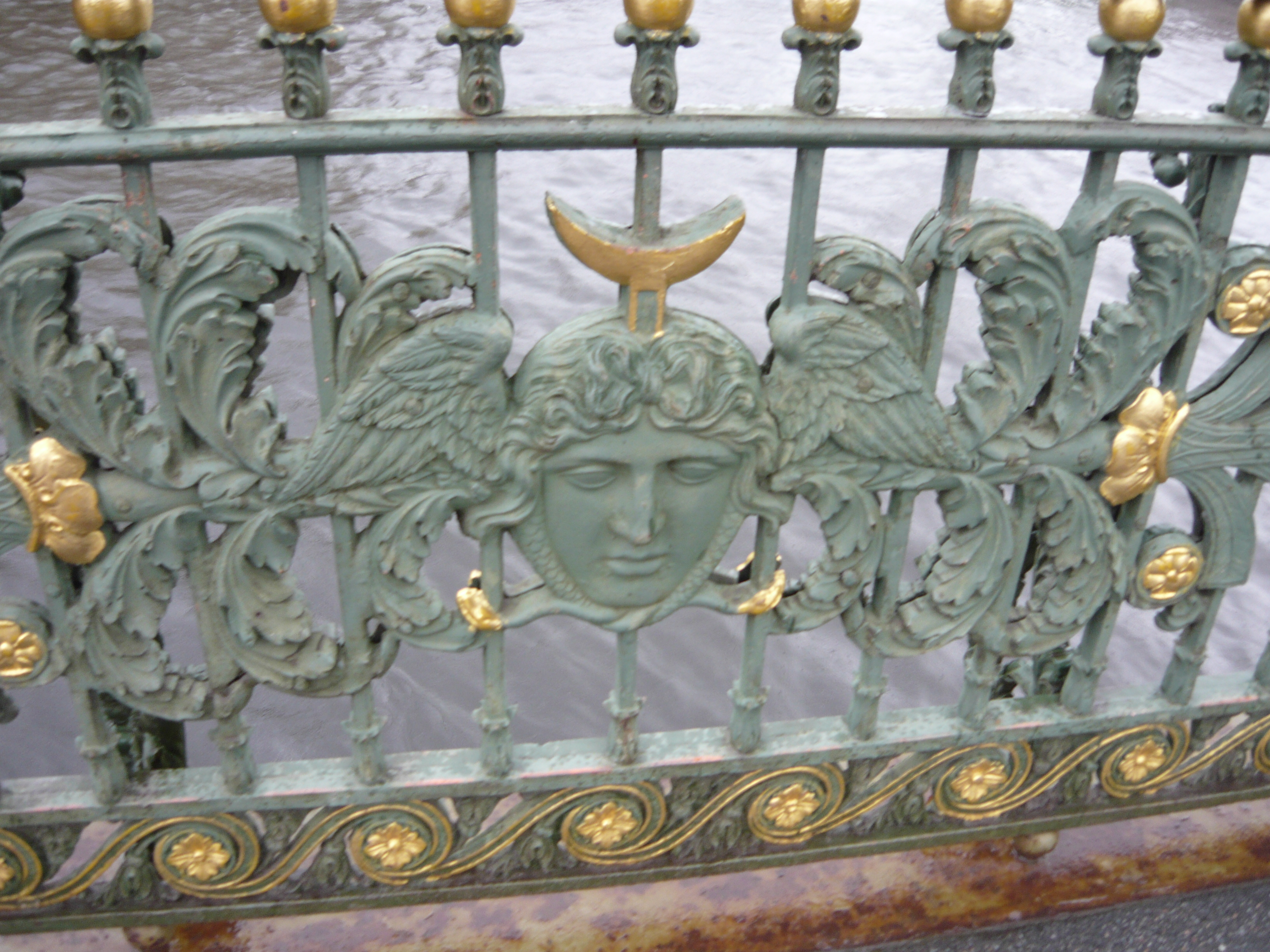
Элемент декора ограды

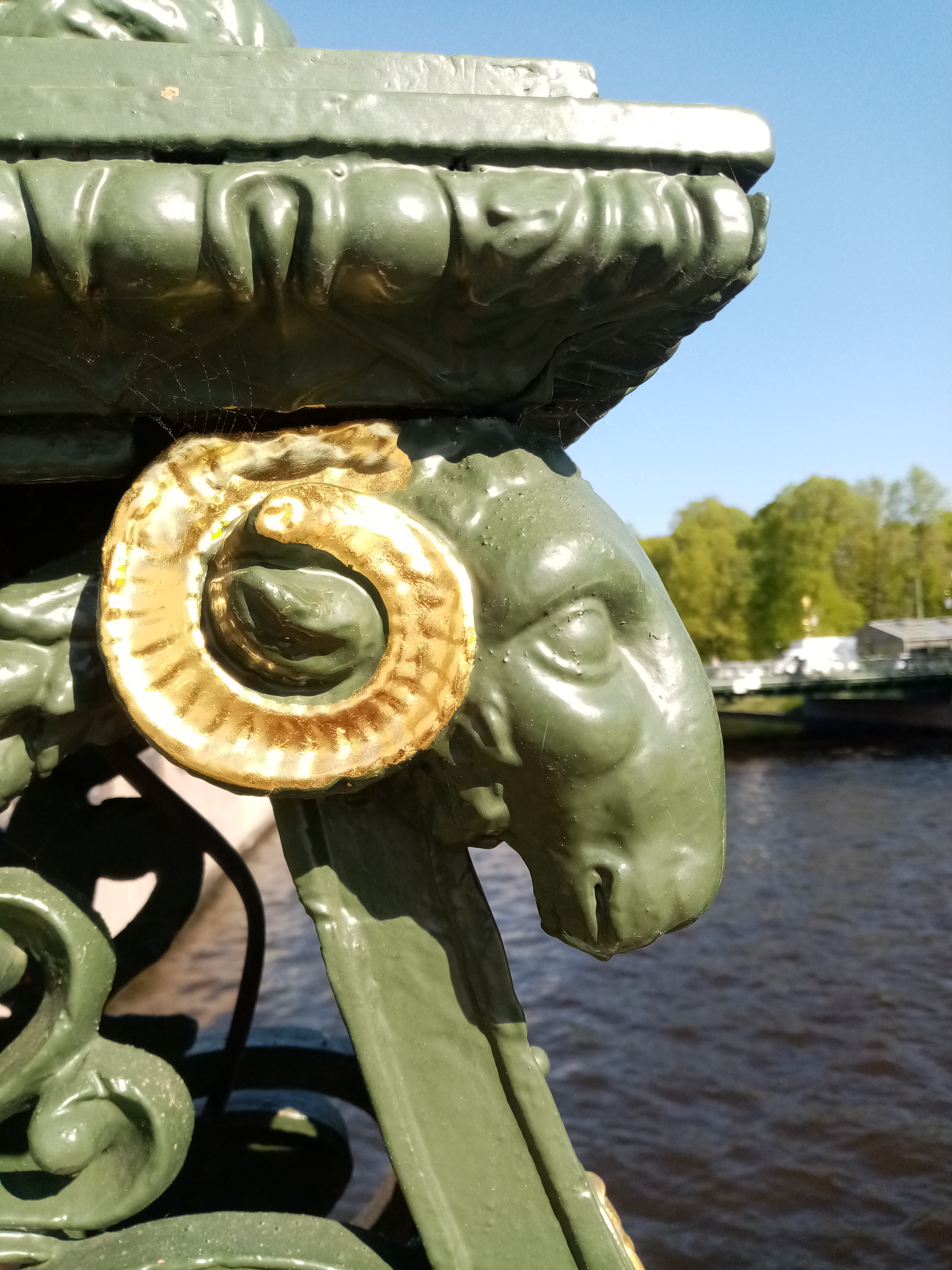
Декор опоры фонаря

## Расположение
Мало-Конюшенный мост — входит в уникальную мостовую композицию «Тройно́й мост» в Центральном районе Санкт-Петербурга.
Расположен в месте соединения канала Грибоедова и реки Мойки.
Ближайшая станция метрополитена (700 м) — «Невский проспект», выход на канал Грибоедова.

## Название
Мало-Конюшенный мост — второй мост с конюшенной площади, на которой располагались Главные императорские конюшни. Назван по причине того, что на момент постройки уже существовал Перво-Конюшенный мост.

## История
Первый деревянный мост на месте современного Мало-Конюшенного моста был перекинут через Мойку ещё в 1716 году, впоследствии он располагался ближе к месту нынешнего 2-го Садового моста.
Два моста на этом месте были построены в конце 1730-х годов, в царствование Анны Иоанновны: Перво-Конюшенный мост был перекинут через речку Криву́шу (будущий канал Грибоедова), исток которой тогда только-только соединили с Мойкой, а Мало-Конюшенный — через Мойку. Оба они представляли собой деревянные трёхпролётные разводные мосты. В 1770 году Перво-Конюшенный мост был переименован в Театральный.

### Оригинальный проект
В начале XIX века было предложено несколько проектов замены деревянных мостов новыми металлическими или каменными, однако их воплощение постоянно откладывалось. В то время в Петербурге шло строительство целого ряда важных зданий, формировался архитектурный ансамбль площади Искусств, и градостроители не могли уделить большого внимания паре небольших мостиков возле Царицына луга. Так продолжалось до 1807 года, когда К. И. Росси, получивший заказ на строительство дворца для брата Александра I великого князя Михаила Павловича между Екатерининским каналом и Фонтанкой, принялся за перепроектирование всего района, окружавшего задуманный им архитектурный комплекс. В числе объектов, спроектированных им для застройки района, были и два необычных моста, опирающихся одними своими концами на берега Екатерининского канала и Мойки, а другими — на общую опору в середине Мойки. Тогда же впервые возникло название Трёхарочный мост, хотя официально за двумя частями композиции оставили те имена, которые носили находившиеся здесь раньше деревянные мостики — Мало-Конюшенный и Театральный.
Проект постройки новых чугунных мостов на месте старых деревянных разрабатывался в 1807—1829 годах при участии архитектора В. И. Гесте и инженера Е. А. Адама, предлагавших строить их как отдельные мосты. Им возражали архитекторы А. К. Модюи, В. И. Беретти, инженеры А. А. Бетанкур, П. П. Базен, В. К. Треттер и М. Г. Дестрем, которые предлагали объединить мосты в единый ансамбль, что и было в итоге реализовано.

### Строительство моста
Мосты были построены в 1829—1830 годах под руководством В. К. Треттера по проекту, в окончательном виде подготовленному Е. А. Адамом. Последний предполагал, что ограды и фонари мостов должны будут отличаться по оформлению, но Треттер настоял на том, что составляющие единую композицию мосты и оформлены должны быть единообразно.
Оба моста имеют по одному пролёту, перекрытому чугунными сводами из тюбингов. К Театральному мосту со стороны здания Главных императорских конюшен примыкает арка ложного Пешеходного моста. Длина первого моста — 18 метров, ширина около 15,5 м в середине и 19 м у концов; длина второго моста — 23 метра, при одинаковой ширине (около 15,6 м).

### XX век
В конце XIX и начале XX веков петербургскими инженерами и архитекторами неоднократно выдвигались предложения о сносе обоих мостов и возведении на их месте единого широкого моста-площади. Но ни один из этих проектов не был утверждён. Исторический облик мостов сохранился до наших дней без существенных изменений. Только в 1936 году в ходе капитального ремонта мосты подверглись незначительной модернизации: мостовое полотно было заасфальтировано, а тротуары отделены от проезжей части высокими гранитными поребриками. В ходе реставрации 1952 года был восстановлен декор фонарей и оград. Последний раз мостовой ансамбль реставрировался в 2001 году: тогда мостовое полотно было заново вымощено отёсанным камнем, а автомобильное движение по мостам прекращено.

### Достопримечательности
- архитектурный декор фасадов
- убранство моста

- рядом с мостом расположен Храм Спаса-на-Крови
- к мосту примыкает Михайловский сад.